# Йозеф Баккай
Йозеф Бріан Баккай (норв. Josef Brian Baccay, нар. 29 квітня 2001, Осло, Норвегія) — норвезький футболіст, фланговий захисник клубу «Одд».

## Клубна кар'єра
Йозеф Баккай народився в Осло і є вихованцем столичного клубу «Ліллестрем», до молодіжної команди якого він приєднався у 2017 році. У травні 2018 року футболіст підписав з клубом свій перший професійний контракт. А дебютну гру в основі Баккай провів у квітні 2019 року у рамках Елітесеріен. Після цього він грав в оренді у клубах Першого дивізіону - «Фредрікстад» та «Конгсвінгер».
Перед початком сезону 2022 року Баккай уклав угоду з клубом Елітсерії «Одд».

## Збірна
З 2017 року Йозеф Баккай захищав кольори юнацьких збірних Норвегії різних вікових категорій.

## Особисте життя
Йозеф Баккай має філіппінське коріння по лінії батька.